# Maserati Tipo V4 e V5
Le Tipo V4 e V5 sono state due vetture da competizione costruite dalla Maserati tra il 1929 e il 1932.

## Il contesto
Il suo motore fu costruito installando due propulsori otto cilindri in linea, del tipo di quelli montati sulla Tipo 26 B, e messi in parallelo. Ci si assicurò così un V16 da 4 L di cilindrata in grado di erogare una potenza compresa tra 280 ed i 305 CV. Della Tipo 26 B fu allungato anche il telaio, portando il passo a 2750 mm. Con un così basso peso ed una potenza estremamente elevata, era un'autovettura di difficile gestione. Raggiungeva una velocità massima compresa tra i 250 ed i 260 Km/h. Anche i consumi di carburante (50 L ogni 100 km) e di pneumatici erano piuttosto alti.
Il primo esemplare costruito nel 1929 in configurazione per le competizioni in circuito destinate alle vetture della Formula Grand Prix venne in seguito ricarrozzato in versione Spider da Zagato e perfettamente restaurato fa ancora mostra di sé nei vari concorsi di auto d'epoca.
Nel 1931 venne approntato un secondo telaio su cui venne montato il propulsore di cilindrata elevata a 5 l, da cui la nuova denominazione di "V5"; questo secondo ed ultimo esemplare partecipò alle competizioni dal 1932 e venne distrutto durante il GP di Tripoli del 1934.

## I record e le competizioni
L'esordio nelle corse della V4 è datato 15 settembre 1929 al Gran Premio di Monza (gara che sostituiva in quegli anni il Gran Premio d'Italia sospeso dopo il grave incidente del 1928); durante la finale di quella gara, e prima di ritirarsi, Alfieri Maserati raggiunse la velocità sul giro di 198,7 km/h, primato che fu superato solo nel 1954.
Il 28 settembre 1929, Baconin Borzacchini durante le prove della gara che si teneva sul circuito stradale di Cremona, conquistò un record mondiale di classe, portando la Tipo V4 per 10 km alla velocità media di 246,069 km/h.
Nel 1930 sempre guidata da Borzacchini conquistò il Gran Premio di Tripoli e ottenne altri piazzamenti condotta da Ettore Maserati e Luigi Arcangeli.
Nel 1931, ultimo anno di gare della V4 prima della successiva trasformazione, si aggiudicò con Ernesto Maserati il Reale Premio di Roma.
Nella stagione di competizioni del 1932 venne sostituita dalla "V5" che, guidata da Luigi Fagioli bissò il successo dell'anno precedente al Reale Premio di Roma. La carriera della V5 ebbe termine al Gran Premio di Tripoli del 1934 a causa di un incidente occorso con Piero Taruffi alla guida.

## Caratteristiche tecniche

### Maserati V4
L'accensione era singola con magnete tipo Bosch o Scintilla. L'alimentazione era forzata con due compressori a lobi di marca Roots e due carburatori tipo Weber modello DO installati a monte dei compressori stessi>. La distribuzione era a due valvole per cilindro disposte a V di 90° con doppio albero a camme in testa. La lubrificazione era forzata con pompe di mandata e recupero. Il sistema di raffreddamento era circolazione d’acqua con pompa centrifuga>.
Il motore era un V16 su due file di 8 cilindri a V di 25°, ed aveva la cilindrata di 3961 cm³. L'alesaggio e la corsa erano rispettivamente di 62 e 82 mm, mentre il rapporto di compressione era di 5,5:1. Il propulsore erogava una potenza compresa tra i 280 ed i 305 CV a 5500 giri al minuto.
I freni erano a tamburo sulle ruote con comando meccanico. Le sospensioni erano con balestre e ammortizzatori a frizione. Lo sterzo era a vite senza fine con settore dentato. La trasmissione era formata da un cambio di 4 rapporti più la retromarcia.
La carrozzeria era biposto corsa in alluminio. Il telaio era formato da due longheroni e traverse in profilati d'acciaio.
La Tipo V4 raggiungeva una velocità massima compresa tra 250 ed i 260 km/h.

### Maserati V5
Fermo restando la configurazione originale della V4, le differenze sostanziali consistevano in un aumento di alesaggio e corsa portate a 69 x 100 mm per una cilindrata totale elevata a 4.906 cm³. A fronte di un abbassamento del rapporto di compressione a 5:1, il propulsore erogava ora tra i 330 e i 360  CV a 5.200 giri.
Oltre al propulsore destinato alla vettura da competizione furono anche costruiti due motori per stabilire il record del mondo di velocità su un motoscafo, conquistato in seguito dal conte Theo Rossi di Montelera.